# James I. Packer
James Innell Packer (22 lipca 1926 – 17 lipca 2020) – duchowny Kościoła Anglii, wiodący anglikański teolog ewangelikalny.

## Życiorys
Był absolwentem Uniwersytetu Oksfordzkiego. Na duchownego anglikańskiego został ordynowany w 1953. Był duchownym parafialnym, lecz szybko rozpoczął karierę naukową. W latach 1962–1969 pełnił funkcję dziekana Latimer House w Oksfordzie, w latach 1971-1979 prorektora Trinity College w Brystolu. W 1979 objął katedrę w kanadyjskiej uczelni teologicznej Regent College w Vancouver. W 1978 był sygnatariuszem Chicagowskiej Deklaracji o Bezbłędności Biblijnej (1978), poparł także wydaną w 1994 deklarację teologiczną Ewangelikalni i katolicy razem (Evangelicals and Catholics Together). Był redaktorem prowadzącym edycji Biblii pn. English Standard Version.

## Główne dzieła
- Fundamentalism and the Word of God (1958)
- Evangelism and the Sovereignty of God (1961)
- Guidelines. Anglican Evangelicals Face the Future (1967)
- Knowing God (1973, wyd. polskie: Poznawanie Boga, 1989)
- Keep In Step With The Spirit. Finding Fullness In Our Walk With God (1984)
- Among God's Giants. Aspects of Puritan Christianity (1991)
- A Quest for Godliness. The Puritan Vision of the Christian Life (1994)
- Divine Sovereignty and Human Responsibility (2002)